# Васил Шалдев
Васил Тръпков Шалдев е български общественик, юрист и революционер, деец на Вътрешната македонска революционна организация.

## Биография
Васил Шалдев е роден в градчето Гумендже, тогава в Османската империя. Произлиза от известния гумендженски род Шалдеви, негов брат е Христо Шалдев. В 1913 година завършва с последния двадесет и седми випуск Солунската българска мъжка гимназия. През август 1915 година завършва Военното училище в София. Участва в Първата световна война като поручик в Десети артилерийски полк. За отличия и заслуги през втория период на войната е награден с орден „За заслуга“, на военна лента. Установява се в България, където развива адвокатска дейност. 
Участва като делегат от Гевгелийското благотворително братство в обединителния конгрес на Македонската федеративна организация и Съюза на македонските емигрантски организации от януари 1923 година. Същата година укрива Георги Баждаров, революционер от ВМРО преследван от правителството на БЗНС. Заема председателското място в Македонското студентско дружество Вардар след Иван Михайлов и Йордан Чкатров. По време на настъпилата криза във ВМРО след убийството на Александър Протогеров в 1928 година Шалдев е на страната на михайловистите.
След Деветосептемврийския преврат от 1944 година Васил Шалдев изпада в немилост. Участва във възстановяването на ВМРО в края на 1945 година. През 1946 година на Лев Главинчев е наредено да го изправи пред Народния съд, обаче той остава в неизвестност. В действителност Васил Шалдев е отвлечен и е убит на неизвестно място между 7 и 8 юни 1946 година.